# Olivier Rigaud
Pour les articles homonymes, voir Rigaud.
Olivier Rigaud (1947-2013), architecte DPLG, fut urbaniste à la ville et à la communauté d'agglomération de Reims Métropole au sein du service d'urbanisme. Son influence déborda largement le cadre de ses activités professionnelles. Il fut l'un des rares spécialistes de l'architecture de la reconstruction de Reims qu'il s'efforça non seulement de protéger mais aussi de mieux faire connaître. Ses études et recherches historiques et architecturales ont fait autorité pour la préservation de la Villa Douce construite pour André Douce notaire, par l'architecte Pol Gosset et de la Villa Demoiselle que fit construire en 1904 Henry Vasnier (Champagne Pommery & Greno) par l'architecte Louis Sorel (1867-1933). Une exposition  fut réalisée par la ville de Reims et la Bibliothèque Carnegie (Reims) en juillet-août 2014 pour rendre hommage au travail qu'il avait accompli.

## Biographie
Olivier Rigaud  est né à Paris 17e, le 16 décembre 1947 et mort à Reims le 15 mars 2013. C'est un fils de Jean Rigaud (peintre). Il est diplômé architecte DPLG de l'École nationale supérieure des beaux-arts de Paris en 1973, atelier Louis Arretche, professeurs Jean-Marie Brasilier et Marion Tournon-Branly, architecte du patrimoine de l'École de Chaillot, docteur en aménagement de l'Espace et Urbanisme à l'Université Panthéon-Sorbonne en 1983. Il est un collaborateur de Jean Sonnier, inspecteur général des Monuments Historiques. Il est arrivé à Reims en 1982 comme chef de projet à la Direction de l'urbanisme de la ville de Reims puis de Reims Métropole. Il fut membre de Reims Histoire Archéologie  dont il fut aussi le trésorier. Dès 1993, il devient un membre contributaire important d'Amicarte 51  avec plus de 400 notices . Il fut aussi membre de l'association des Amis du Vieux Reims. Il fut aussi un photographe amateur qui laisse une collection impressionnante de clichés tant personnels que professionnels. Il organisa et contribua à de nombreuses expositions sur les architectes, paysagistes et urbanistes ainsi que sur le patrimoine de la première reconstruction dont par exemple celle consacrée à Édouard Redont (1862-1942), en 1997. Il intervient comme enseignant dans différents établissements et en particulier le CNAM et ITII BTP de Champagne-Ardenne. Il fut membre de la Commission régionale du patrimoine et des sites de Champagne-Ardenne.

## Publications
- Reims il y a 100 ans en cartes postales anciennes, par Olivier Rigaud, 2011, Éditions Patrimoines Médias. - Avec une bibliographie sommaire et dans la même collection : une cinquantaine de villes, [Voir la notice de présentation du Rha]
- Reims Mémoire, par Olivier Rigaud, avec des photographies de Pascal Stritt, 1996, Edi Loire et Aspect Éditions. - Dans la même série 7 villes parues
- Reims Reconstruction 1920-1930, par Olivier Rigaud et  Marc Bedarida, 1988, édité par la Ville de Reims. - Bibliographie et notices
- Reims en cartes postales anciennes, par Olivier Rigaud, 2011, Edi Patrimoines Medias . - Collection Il y a 100 ans
- Reims à l'époque de l'art déco, par Olivier Rigaud, Guide (livre CDROM), 2006, édité par le CRDP Champagne-Ardennes
- Place Royale, Reims Histoire Archéologie, Reims, 1989
- Plans anciens de Reims 1600-1825, Reims Histoire archéologie, Reims, 1991
- Max Sainsaulieu,1870-1953, architecte de la reconstruction de Reims, Châlons-en-Champagne : Ed. Archives départementales de la Marne, 2003
- Reims au temps de l'Art Déco, Ed. du huitième jour, Paris, 2006
- Années folles, années d'ordre : L'Art déco de Reims à New York / Liot David ; Loyer François ; Rigaud Olivier ; Thiébaut Philippe [et al.]. - Reims : Ville de Reims ; éditions Hazan, 2006. - 255 p.
- L'architecture et la sculpture ornementale de style Art Déco à Reims - in : Regards sur notre patrimoine) / Rigaud Olivier. - 2006 (n° 19, p. 28-32)
- L'habitat social à Reims au début du siècle / Rigaud Olivier. - 2003 (p. 22-30) in La cité-jardin, une histoire ancienne, une idée d'avenir. - Colloque, Reims, 2000
- Mythes et réalités de la cathédrale de Reims - 1825-1975, Ed. Somogy éditions d'art, Pairs, 2001  (ISBN 9782850564826)
- Une villa si douce, collectif avec article d'Olivier Rigaud, Ed. L'effervescence, Reims, 2013
- La cité jardin du chemin vert à Reims, DRAC Champagne-Ardenne, 2012